# Киевский район (Москва)
Ки́евский район Москвы — единица административного деления города Москвы с 1936 до 1991 года. Район располагался по обоим берегам реки Москвы, в районе находилась правительственная трасса, соединяющая Кремль с Кунцевом (ныне Кутузовский проспект и Новый Арбат).
В районе много достопримечательностей — Киевский вокзал, московские небоскрёбы (гостиница «Украина», МИД), министерства. В 1957 году был проложен Кутузовский проспект (до Садового кольца), в 1961 году он был продлён Новоарбатским проспектом до Бульварного кольца. Создавался Парк Победы.
После расширения границ Москвы до МКАД в 1960 году территория района была значительно увеличена. Но уже в 1969 году вновь уменьшена: в западной части был образован Кунцевский район.
В 1991 году Киевский район был ликвидирован.
На данный момент территорию Киевского района образца 1969—1991 годов занимают: район Арбат ЦАО и районы Дорогомилово и Филевский Парк ЗАО.

## Население
| 138 668 | 223 093 | 177 498 | 164 188 |